# Salcedo, Hermanas Mirabal
Salcedo je glavno mesto province Hermanas Mirabal v Dominikanski republiki.
Znano je kot domači kraj dominikanskih narodnih herojinj, sester Mirabal, ki so v svojem nasprotovanju diktaturi Rafaela Trujilla izgubile življenje. V mestu je muzej po imenu Ojo de Agua (dobesedno Oko vode, v prenesenem pomenu pomlad), ki obeležuje dejanja in dosežke sester. Zanj skrbi edina preživela izmed sester, Bélgica (Dedé) Mirabal.  
Svoje ime je mesto dobilo po Franciscu Antoniu Salcedu, ki se je med Dominikansko-Haitijsko vojno leta 1844 boril za Dominikansko republiko.  

## Geografija
Salcedo se nahaja južno od gorovja Cordillera Septentrional, natančneje v dolini Cibao. Sama občina obsega območje, veliko 432,95 km². Znotraj občine leži tudi občinski okraj po imenu Jamao Afuera.

## Zgodovina
Na mestu, kjer danes stoji Salcedo, je bilo nekoč mestece z imenom Juana Núñez. Leta 1880 je kot del province La Vega postalo občinski okraj.
Ko je bila leta 1885 ustanovljena provinca Espaillat, se ji je priključilo tudi mesto Juana Núñez, ki je nato čez šest let spremenilo svoje ime v to, ki ga nosi še danes - Salcedo.
Leta 1905 je mesto Salcedo postalo polnopravna občina, ko pa je bila leta 1952 ustanovljena provinca Salcedo (danes provinca Hermanas Mirabal), je postalo tudi glavno mesto te province. 

## Gospodarstvo
Edina gospodarska dejavnost na območju je kmetijstvo, industrija obstaja v zelo omejenem obsegu. Glavni proizvodi regije so banane, manioka in kakav.

## Pobratena mesta
- Atlanta, Georgia, ZDA